# ارثر تشكرنك
آرثر تشكرنك (Arthur W. Chickering) باحث تربوي في مجال شؤون الطلاب. وهو معروف بمساهماته في نظريات تنمية الطالب. درس في جامعة جورج ماسون و كلية غودارد. كما عمل في غودارد  كمساعد خاص للرؤساء شولمان وفاكار بين عامي 2002 ر 2012.

## الجوائز
حصل تشكرنك على العديد من الجوائز لقاء مجهوداته في تطوير مجالات شؤون الطلاب ونظريات تنمية الطالب وتشمل:
- جائزة ليندكويست من الجمعية الأمريكية للبحوث التربوية لأبحاثه حول تأثير الكلية على جياة الفرد.
- جائزة الخدمة المتميزة من الرابطة الوطنية لإداريي موظفي الطلاب
- جائزة المساهمة الموقرة للمعرفة من الرابطة الأمريكية لموظفي الكليات
- جائزة الخدمة المتميزة من مجلس الكليات المستقلة
- جائزة اهوارد ر. بوين للتميز الوظيفي من جمعية أبحاث التعليم العالي لمساهماته البحثية والقيادية والخدماتية.